# 후케초역
후케초역(일본어: 深日町駅, ふけちょうえき)은 일본 오사카부 센난군 미사키정에 있는 난카이 전기철도 다나가와 선의 역이다. 역 번호는 NK41-1이다.

## 역 구조
단선 승강장 1면 1선의 성토식 플랫폼을 가진 지상역이다. 승강장은 선로 기준으로 북쪽, 다나가와 방향과 미사키코엔 쪽 양방향이 발착한다. 본선 직통 급행 열차는 운행되지 않고 사용하는 방향의 승강장은 2량 편성분을 남기고 울타리로 되어 있다.
현재도 선로에서 보이고, 남쪽으로 플랫폼 흔적이 남아 있다. 승강장 흔적 입구에는 주차장이 있다. 미사키코엔 역 방향에서 오사카 부도 752호 와카야마한난 선을 넘어가면 철교는 복선에 있고 해변 측에만 사용되고 있다. 가드에서 역의 고가 밑은 3줄의 우아한 아치이다. 화장실이 설치되어 있다.

## 역 주변
역전에서 오사카 부도 752호 와카야마한난 선과 오사카 부도 65호 미사키카다코 선이 교차되고 본 역 이서의 다나가와 선은 부도 미사키카다코 선과 병행하도록 달린다.
- 미사키 후케초 우체국
- 오쿠와 미사키점 - 미사키 정 중에서 가장 큰 가게이다.

## 역사
- 1944년 6월 1일: 긴키 닛폰 철도의 역으로 영업 개시.
- 1947년 6월 1일: 노선 양도로 인하여 난카이 전기철도의 역이 됨.

## 인접역
| 난카이 전기철도 다나가와 선     | 난카이 전기철도 다나가와 선 | 난카이 전기철도 다나가와 선 |
| ------------------------------- | --------------------------- | --------------------------- |
| NK41 미사키코엔 미사키코엔 방면 |                             | 후케코 NK41-2 다나가와 방면 |